# مانو بنت
مانو بنت (به انگلیسی: Manu Bennett) (زاده ۱۰ اکتبر ۱۹۶۹) با نام جان بنت نیز شناخته می‌شود. این بازیگر اهل زلاندنو بیشتر به خاطر حضور در سریال‌های تلویزیونی معروف است. از شناخته شده‌ترین شخصیت‌هایی که وی بازی کرده می‌توان به کاراکتر کریکسوس در سریال اسپارتاکوس: خون و شن اشاره کرد.
معروفترین نقش این بازیگر در سه گانه هابیت و نقش آزوگ هتاک میباشد. از دیگر فیلم‌های معروف او می‌توان به بازی در فیلم محکوم شده اشاره کرد.

وی ایفاگر نقش اسلید ویلسون در سریال ارو است.

## زندگی‌نامه
وی متولد زلاندنو است. مادرش یک مدل و پدرش یک خواننده بود. وقتی که بنت چند ماهه بود خانواده‌اش به استرالیا نقل مکان کردند. پدرش از نژادهای مائوری و ایرلندی و مادرش از نژادهای اسکاتلندی و اسپانیایی هستند. بنت در سال ۱۹۸۶ به زلاندنو بازگشت تا در دانشگاهی در آنجا به تحصیل بپردازد. وقتی که دوباره به استرالیا بازگشت عضو یک تیم راگبی شد. در آن زمان وی به رقص مدرن، بالهٔ کلاسیک و پیانو علاقه داشت. بعد از مدتی راگبی را رها کرد و برای تحصیل در زمینهٔ رقص و نمایش نامه‌نویسی به لس آنجلس رفت.